# Joel (profeta)

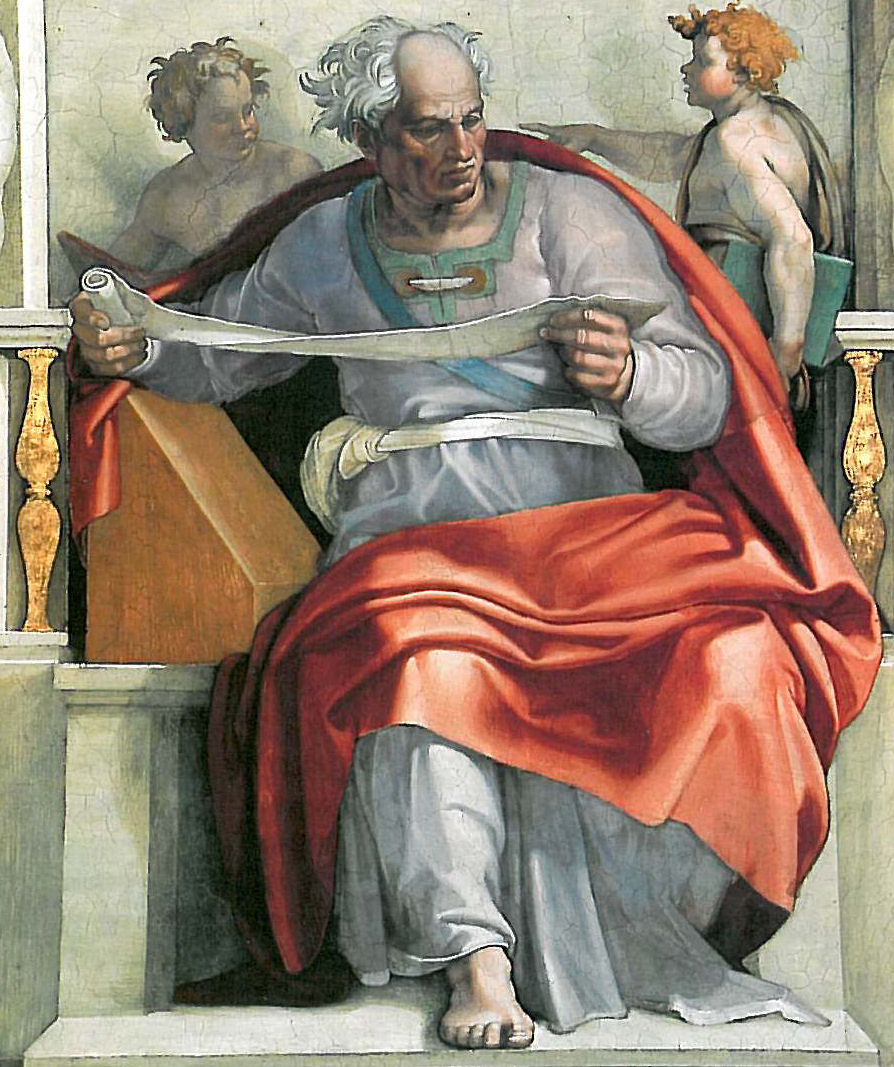
Joel, por Michelangelo, entre 1511-1512, na Capela Sistina, Vaticano

Joel (em hebraico: יוֹאֵל; romaniz.: Yōw'êl; em siríaco: ܝܘܐܝܠ; romaniz.: Yu il) foi um profeta do antigo Israel, o segundo dos doze profetas menores e o autor do Livro de Joel. Ele é mencionado pelo nome apenas uma vez na Bíblia Hebraica, na introdução de seu próprio livro, como o filho de Petuel. O nome de Joel combina o nome da aliança de Deus, YHWH (ou Javé), e El (Deus), e tem sido traduzido como «aquele para quem YHWH é Deus», isto é, um adorador de YHWH.

## Biografia
As datas de sua vida são desconhecidas; ele pode ter vivido em qualquer lugar entre os séculos IX e V a.C., dependendo da contemporaneidade de seu livro. A menção no livro dos gregos não auxilia os estudiosos de alguma forma na datação do texto, desde que os gregos tornaram-se conhecidos por terem tido acesso a Judá em eras micênicas (c. 1600–1100 a.C.). Porém, a menção no livro do Sofrimento de Judá e do templo construído  tem levado alguns estudiosos a datar o livro na era pós-exílica, após a construção do Segundo Templo. Joel era originalmente de Judá (Judeia) e, a julgar por seu destaque em sua profecia, foi possivelmente um profeta associado com o ritual de Salomão, ou até mesmo o Segundo templo.
De acordo com uma longa tradição, Joel foi enterrado em Gush Halav.

## No cristianismo
A mensagem principal do livro de Joel é sobre a vinda do Senhor, onde haverá muita destruição vegetal, atmosférica e humana. Essa destruição não representa simplesmente a destruição do homem ao meio em que vive, mas uma forma de Deus julgar cada homem pelo seu ato de adoração e comunhão a outros deuses.
No calendário litúrgico da Igreja Ortodoxa, seu dia de festa é dia 19 de outubro. No martirológio romano, o profeta é comemorado em 13 de julho. Ele é também lembrado com outros profetas Menores no calendário dos santos da Igreja Apostólica armênia, em 31 de julho.
A declaração de Joel "derramarei o meu espírito sobre toda a carne; e os vossos filhos e as vossas filhas profetizarão, os vossos velhos terão sonhos, os vossos jovens terão visões" foi aplicado por Simão Pedro em seu sermão no dia de Pentecostes para os eventos daquele dia. Desde então, outras figuras religiosas têm interpretado as palavras como tendo um significado especial para seu próprio tempo.
Segundo os hinos da Igreja Ortodoxa Oriental, o antigo hinógrafo Anatolius liga a profecia de Joel ao nascimento de Jesus Cristo. Em Joel 2:30, ele diz que o sangue refere-se à Encarnação de Jesus Cristo, o fogo, à Divindade de Cristo, e as colunas de fumaça ao Espírito Santo.

## Na Fé Baha'i
Joel é considerado um profeta menor na Fé baha'i. No Kitab-i-Iqan, Baha'ullah afirma que as profecias de profetas menores, como Joel, são simbólicas e não devem ser entendidas literalmente. Ainda assim, a tradição da veneração de Joel (ou Joelle), o peregrino, é observada por uma minoria de seguidores de Baha'i no Líbano, no dia 23 de Maio de cada ano, sob o título de "festa de Joel peregrino (al hajj)".